# La Villette (Marseille)
Pour les articles homonymes, voir Villette.
La Villette est un quartier du 3e arrondissement de Marseille. C'est dans ce quartier que se trouve l'hôpital européen.